# Dorfkirche Biesen

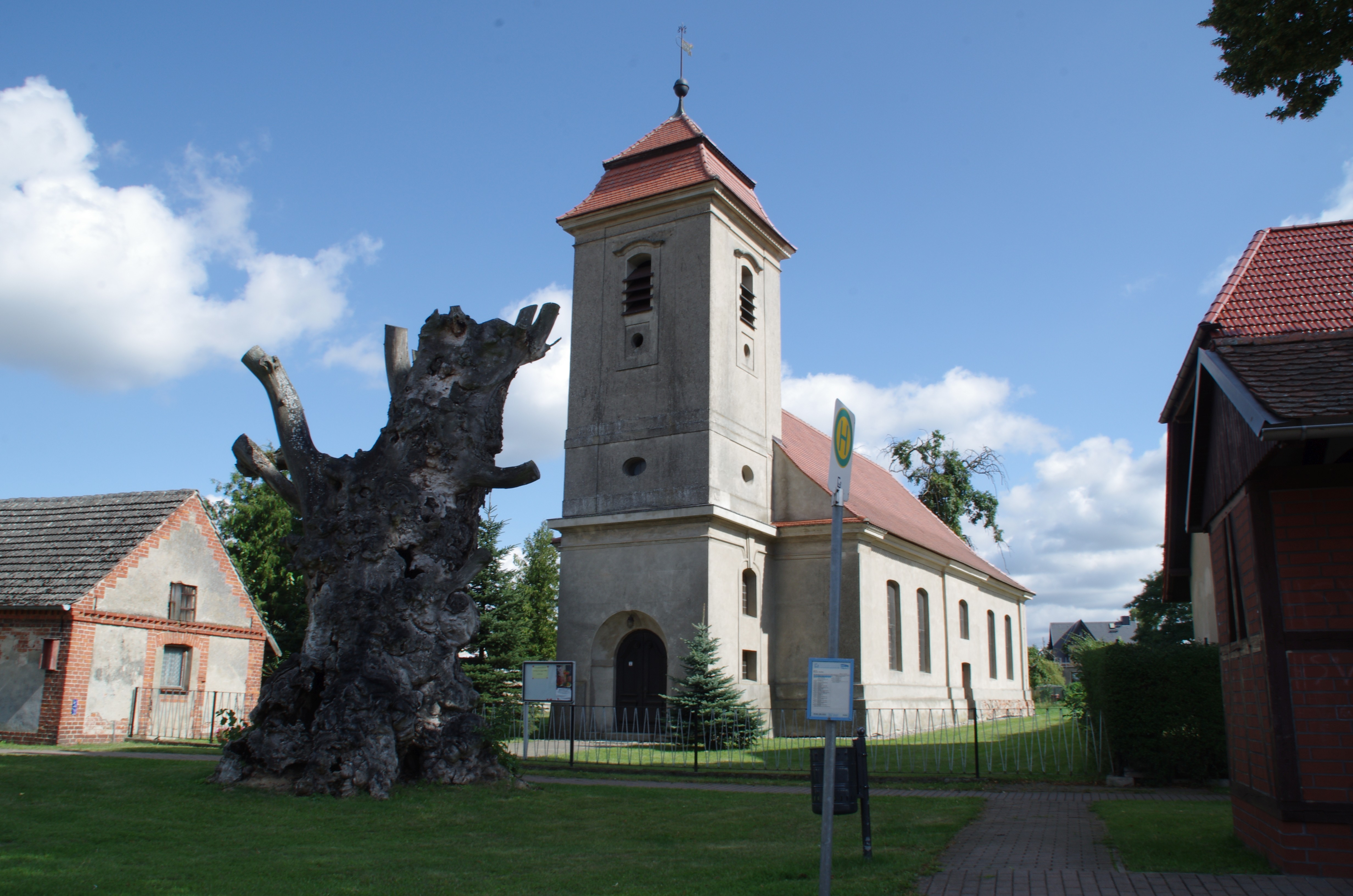
Dorfkirche Biesen (Wittstock)

Die evangelische, denkmalgeschützte Dorfkirche Biesen steht in Biesen, einem Ortsteil der Stadt Wittstock/Dosse im Landkreis Ostprignitz-Ruppin von Brandenburg. Die Kirche gehört zum Kirchenkreis Wittstock-Ruppin im Sprengel Potsdam in der Evangelischen Kirche Berlin-Brandenburg-schlesische Oberlausitz.

## Beschreibung
Das Langhaus der Saalkirche mit drei Fensterachsen, das mit einem im Osten abgewalmten Satteldach bedeckt ist, wurde 1707 erbaut. Der neobarocke Kirchturm auf quadratischem Grundriss, der mit einem gestuften Zeltdach bedeckt ist, wurde 1927 im Westen angebaut. Neben dem Portal im Kirchturm befindet sich ein weiteres in einem Risalit an der Südseite des Langhauses. Der mit einer Kassettendecke überspannte Innenraum hat Emporen an drei Seiten. Als die östliche Achse um 1960 abgeteilt wurde, mussten die Emporen an den Längsseiten verkürzt werden. Zur Kirchenausstattung gehört ein 1726/27 gebauter Kanzelaltar. Der Taufengel aus der ersten Hälfte des 18. Jahrhunderts wurde eingelagert, nachdem ein Taufbecken aufgestellt wurde. Das Positiv mit sieben Registern und einem Manual wurde 1825 von Friedrich Emanuel Marx gebaut.